# U-612
Unterseeboot 612 foi um submarino alemão do Tipo VIIC, pertencente a Kriegsmarine que atuou durante a Segunda Guerra Mundial.

## Comandantes
| Comandante             | Data                                         |
| ---------------------- | -------------------------------------------- |
| Kptlt. Paul Siegmann   | 5 de março de 1942 - 6 de agosto de 1942     |
| Oblt. Theodor Petersen | 31 de maio de 1943 - 20 de fevereiro de 1944 |
| Oblt. Hans-Peter Dick  | 21 de fevereiro de 1944 - 2 de maio de 1945  |

## História
O U-612 esteve em operação entre os anos de 1942 e 1945, não realizando nenhuma patrulha neste período.
Afundou próximo de Gotenhafen no dia 6 de agosto de 1942 após colidir como U-444 causando duas mortes dois 45 tripulantes.
Foi trazido à superfície no mês de agosto de 1942 e pronto para retornar ao serviço no dia 31 de maio de 1943 como uma submarino para treinamentos.
Foram abertos buracos no casco para afundar  no dia 2 de maio de 1945 em Warnemünde.

## Subordinação
Durante o seu tempo de serviço, esteve subordinado às seguintes flotilhas:
| Período                                      | Flotilha                   |
| -------------------------------------------- | -------------------------- |
| 5 de março de 1942 - 6 de agosto de 1942     | 5. Unterseebootsflottille  |
| 31 de maio de 1943 - 28 de fevereiro de 1945 | 24. Unterseebootsflottille |
| 1 de março de 1945 - 2 de maio de 1945       | 31. Unterseebootsflottille |

## Coordenadas
1. ↑  em posição 54° 11' N 12° 05' E